# 松田園子
松田 園子（まつだ そのこ、1984年9月25日 - ）は、日本の女性ファッションモデル。ガンズマネージメント所属。
北海道室蘭市出身。北海道室蘭清水丘高等学校卒業。

## 来歴・人物
14歳の時、モデルになるべく現事務所に写真を送ったが、実際に活動を始めたのは高校卒業と共に上京してからだった。
実家は焼き鳥店を営んでいる。家族は両親と妹、弟。
趣味は絵を書く、ディズニービデオを見る。特技は空手、書道、コントラバス。高校時代は吹奏楽部でコントラバスを担当していた。
同じ事務所の梅澤レナと仲が良く、プライベートでも交流が深い。

## 出演

### 雑誌
- Spring（連載含）
- GINZA
- Lips
- ランドネ
- SAVVY
- 写ガール(含 表紙)
- NYLON
- CYAN
- nina’s
- HugMug
- ゼクシィPremier
- Ozmagazine
- SEDA
- anan
- REINA
- JILLE
- mini
- PS
- inRed
- Hanaco
- eyeco
- 日経ウーマン
- MISS (雑誌)｜MISS
- ゼクシィ

### CM
- コカ・コーラ「A Happy New zero」
- KAGOME ラブレLightコラーゲン
- DHC メイク落とし
- Googleモバイル さがそう。
- 草花木果
- sony music juju「Request」
- PSP（sony）
- クイックルワイパー（花王）
- フジテレビクラブ（フジテレビ）
- エポスカード（丸井）
- ジョッキ生（サントリー）
- ハンゲーム
- au（KDDI）
- 日本マクドナルド メガタマゴ あふれるおいしさ篇
- ほっともっと　ハンバーグ弁当ディスカウント篇・から揚げ弁当ディスカウント篇
- 草花木果 草と花と木と果実篇（キナリ）

### TV
- WORLD RIDE（スペースシャワーTV）

### 広告
- ダイハツ
- ユナイテッドアローズ
- FRABOIS
- 無印良品
- モッズヘア
- DHC

### ショー
- スポークンワーズプロジェクト point
- HAIR COLERING SPLASH FUR